# Bassa del Dofí
La bassa del Dofí és una petita bassa de poc més de mitja hectàrea i d'origen artificial localitzada al municipi de Castell d'Aro, Platja d'Aro i s'Agaró. Es troba al costat de l'emplaçament del Parc de Bombers i és propera a l'EDAR del municipi.
Es tracta d'una bassa envoltada per bardissa i per canyissar i no presenta cap particularitat florística o faunística. Tanmateix, en aquesta bassa s'hi ha alliberat fartet (Aphanius iberus) i tortuga d'estany (Emys orbicularis), però no es tenen dades de l'estat de les seves poblacions. L'interès conservacionista d'aquest espai, a part de la presència de les esmentades espècies introduïdes, és que constitueix l'única zona humida amb un cert grau de protecció a la Vall d'Aro i és, també, un dels pocs llocs on els ocells aquàtics en migració poden descansar. Es tracta d'un espai protegit per l'Ajuntament de Castell-Platja d'Aro, restaurat l'any 1991 pel Grup de natura Sterna. La bassa va sorgir després dels treballs de condicionament d'uns terrenys municipals que s'utilitzaven com a abocador. Es començà a inundar el solar amb aigua de la depuradora, que és la que actualment subministra el cabal que manté la bassa. L'espai és gestionat actualment pel mateix grup de natura que el fundà, el Grup de natura Sterna, i disposa d'un petit aguait i un rètol informatiu.